# ティム・タワ
ティモシー・ジョン・タワ（Timothy John Tawa, 1999年4月7日 - ）は、 アメリカ合衆国オレゴン州ウェストリン出身のプロ野球選手（二塁手、外野手）。右投右打。MLBのアリゾナ・ダイヤモンドバックス所属。

## 経歴
2021年のMLBドラフト11巡目（全体318位）でアリゾナ・ダイヤモンドバックスから指名され、プロ入り。契約後、傘下のルーキー級アリゾナリーグ・ダイヤモンドバックスでプロデビュー。パイオニアリーグのA級バイセイリア・ローハイドでもプレーし、2チーム合計で38試合に出場して打率.269、6本塁打、22打点、14盗塁を記録した。
2022年はA+級ヒルズボロ・ホップスとAA級アマリロ・ソッドプードルズでプレーし、2チーム合計で118試合に出場して打率.239、13本塁打、53打点、11盗塁を記録した。
2023年はAA級アマリロでプレーし、116試合に出場して打率.256、22本塁打、75打点、11盗塁を記録した。
2024年はAA級アマリロとAAA級リノ・エーシズでプレーし、2チーム合計で142試合に出場して打率.279、31本塁打、90打点、14盗塁を記録した。オフの11月19日にルール5ドラフトでの流出を防ぐために40人枠入りした。
2025年はAAA級リノで開幕を迎えた。4月5日にメジャー初昇格を果たし、メジャーデビューとなった同日のワシントン・ナショナルズ戦にて「9番・二塁手」で先発出場して初安打・初打点を記録した。

## 詳細情報

### 背番号
- 13（2025年 - ）